# Ronnie Peterson
Bengt Ronnie Peterson (pronunție în suedeză [ˈrɔ̌nːɪ ˈpêtːɛˌʂɔn]; n. 14 februarie 1944, Örebro, Suedia – d. 11 septembrie 1978, Milano, Italia) a fost un pilot suedez de Formula 1. Cunoscut sub pseudonimul SuperSwede. a fost de două ori vicecampion în Campionatul Mondial al Piloților de Formula 1.
În perioada sa de trei ani cu March, el a acumulat șase podiumuri, dintre care majoritatea au fost marcate în timpul sezonului de Formula 1 din 1971, în care a terminat și pe locul secund în Campionatul Piloților. După ce și-a terminat contractul cu March, Peterson s-a alăturat echipei Lotus a lui Colin Chapman în sezonul 1973, alături de campionul en-titre, Emerson Fittipaldi. În primele două sezoane cu Lotus, Peterson a reușit șapte victorii, acumulând 52 de puncte în 1973. După un sezon slab în 1975, Peterson a revenit la March și a obținut victoria finală pentru echipă la Marele Premiu al Italiei din 1976. După ce a petrecut sezonul 1977 cu Tyrrell, s-a mutat înapoi la Lotus pentru sezonul 1978 ca pilot numărul doi al lui Mario Andretti. Peterson a obținut două victorii, la Marele Premiu al Africii de Sud și cel al Austriei, și a terminat pe locul al doilea în clasamentul Campionatului Piloților, în ciuda accidentului său fatal din primul tur la Monza, în timpul Marelui Premiu al Italiei.